# 贝利利亚德辛卡
贝利利亚德辛卡，是西班牙阿拉贡自治区韦斯卡省的一个市镇。总面积17平方公里，总人口463人（2001年），人口密度27人/平方公里。